# Willibald Feuerlein
Ehregott August Willibald Feuerlein, ab 1836 von Feuerlein (* 24. Juni 1781 in Stuttgart, Herzogtum Württemberg; † 29. September 1850 in Stuttgart, Königreich Württemberg), war ein deutscher Jurist und „Ober-Tribunalrath“ am Oberappelationstribunal in Stuttgart. Von 1820 bis 1833 war er Stadtschultheiß Stuttgarts mit dem Ehrentitel Oberbürgermeister.

Willibald von Feuerlein

## Leben und Wirken

### Erziehung, Gymnasialzeit und Studium

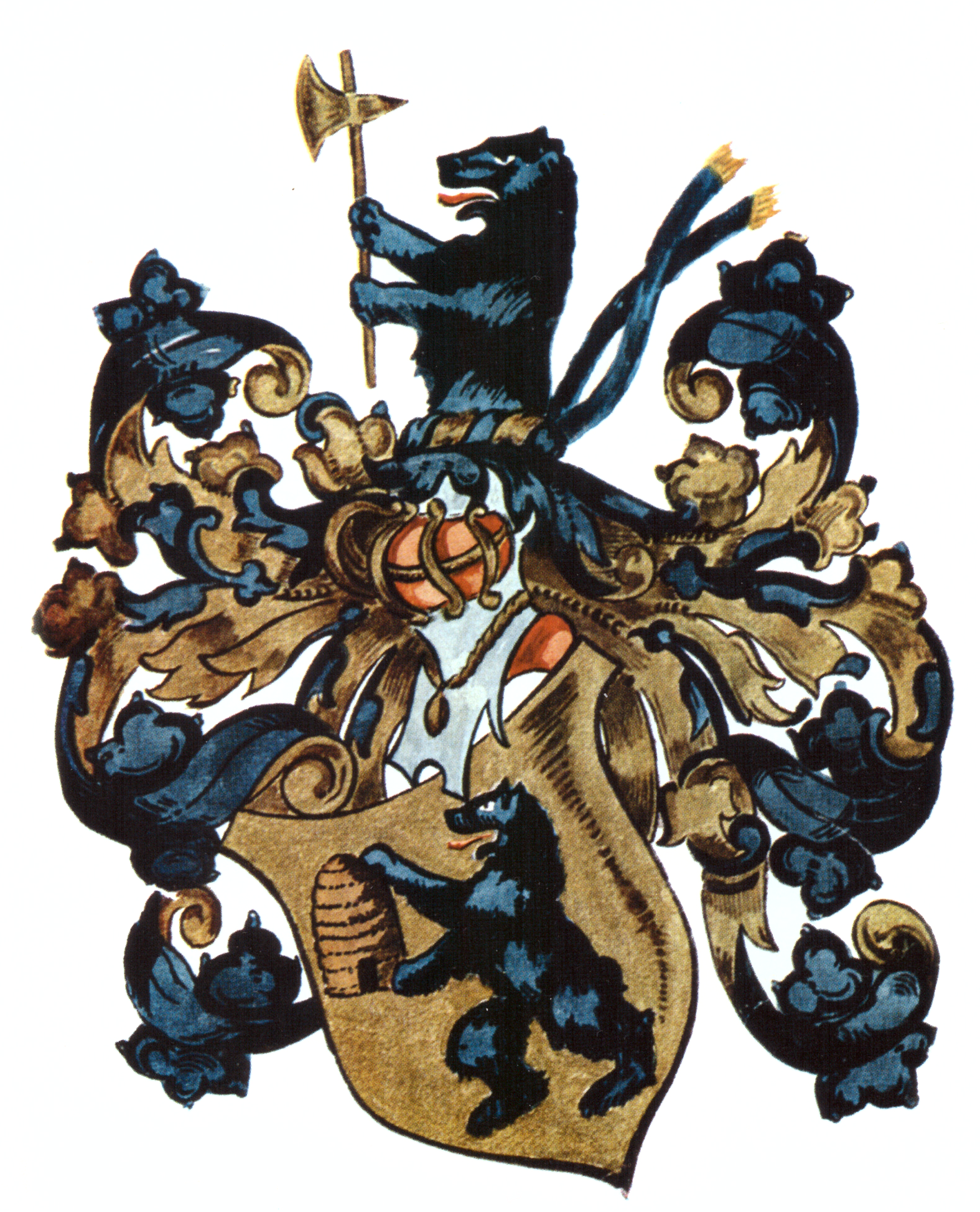
Traditionelles Feuerlein-Familienwappen, versehen mit einem Wappenbrief von Kaiser Karl V., verliehen am 15. Juni 1551 an Hans Feyerlein, Bürgermeister von Roth, einem Urahn von Willibald Feuerlein

Willibald Feuerlein besuchte das gymnasium illustre in Stuttgart. Er bestand 1796 das Landexamen als bester seines Jahrgangs. Anschließend besuchte er das evangelisch-theologische Seminar in Blaubeuren. Danach studierte Willibald Feuerlein, zunächst als Stipendiat des evangelischen Stifts Tübingen, evangelische Theologie an der Universität Tübingen. Nach seinen theologischen Examina studierte Feuerlein Rechtswissenschaften in Tübingen und Landshut. 1804 erhielt er seine Promotion zum Dr. jur.

### Die obligate Bildungsreise
Willibald Feuerlein begab sich vor Antritt seines Berufslebens, gemeinsam mit seinem Zwillingsbruder, dem Wolfschlugener Pfarrer Gustav Feuerlein, auf eine klassische Bildungsreise. Er folgte damit der Gepflogenheit des Bildungsbürgertums seiner Zeit, der in Aristokratischen Kreisen sogenannten Kavaliersreise.
Die Zwillingsbrüder unternahmen die Reise in Begleitung ihres älteren Bruders Carl Feuerlein (* 1770; † 1808) und ihres Schwagers Panagiot Wergo (* 1767; † 1843). Die Reise fand im Sommer des Jahres 1805 statt und führte über Salzburg nach Wien und von dort über Graz weiter nach Triest. Mit dem Schiff ging es bei stürmischer See nach Venedig. Die Rückreise verlief über Padua, Vicenza, Verona und durch Tirol zurück nach Württemberg. Die Reise stand unter dem Eindruck der Truppenbewegungen, die im Vorfeld der Schlachten des Dritten Koalitionskriegs zu beobachten waren.

### Kanzlei in Stuttgart – Ernennung zum Oberjustizprokurator
Willibald Feuerlein ließ sich 1807 als Notar in Stuttgart nieder. 1817 wurde er zum Oberjustizprokurator am Gerichtshof in Tübingen ernannt. Von 1815 bis 1819 war Willibald Feuerlein Göppinger Abgeordneter in der Ständeversammlung und stimmte 1817 gegen die Annahme des königlichen Verfassungsentwurfs. 1818 wurde Feuerlein Justitiar an der Universität Tübingen. In den Jahren 1819 bis 1843 war er für wechselnde Wahlkreise Abgeordneter der Zweiten Kammer im württembergischen Landtag. 1820 wurde er von König Wilhelm I. zum Stadtschultheiß von Stuttgart berufen (Amtsantritt am 1. November 1820) und erhielt am 1. März 1822 als erster in der Reihe der Stuttgarter Stadtoberhäupter den Ehrentitel Oberbürgermeister.

### Stadtentwicklung Stuttgarts
Zu Beginn von Feuerleins Amtszeit hatte Stuttgart etwas mehr als 20.000 Einwohner. Während seiner Jahre als Oberbürgermeister konnte er bedeutende Bauprojekte Wilhelms I. begleiten.
Während Feuerleins Amtszeit wurde mit dem Bau von Schloss Rosenstein begonnen. Es folgte 1825 der Bau des Kursaals in Cannstatt und 1827 der Bau und die Gestaltung des Wilhelmsplatzes, gefolgt von der Eröffnung des Katharinenhospitals  und 1831 die Eröffnung der Neuen Weinsteige nach den Plänen Etzels.

### Die Landtagswahlen und Feuerleins Rücktritt
Bei den Landtagswahlen 1832 unterlag Feuerlein im Wahlkreis Stuttgart deutlich gegen Ludwig Uhland. Wegen dieser Niederlage trat er am 1. Januar 1833 von seinem Amt als Stadtschultheiß zurück, obwohl es ihm 1832 gelungen war, ein anderes Abgeordnetenmandat im Wahlkreis Künzelsau zu erlangen.
Der Rücktritt Feuerleins zeigt, dass zu dieser Zeit der König und der Landtag übermächtig waren und an eine eigene Kommunalpolitik ohne genügenden Rückhalt auf Landespolitischer Ebene nicht zu denken war. Ab 15. Januar 1836 war Feuerlein Richter am Königlich Württembergischen Obertribunal in Stuttgart. Im Jahre 1841 wurde Feuerlein Mitglied des Württembergischen Staatsgerichtshofs.

## Herkunft

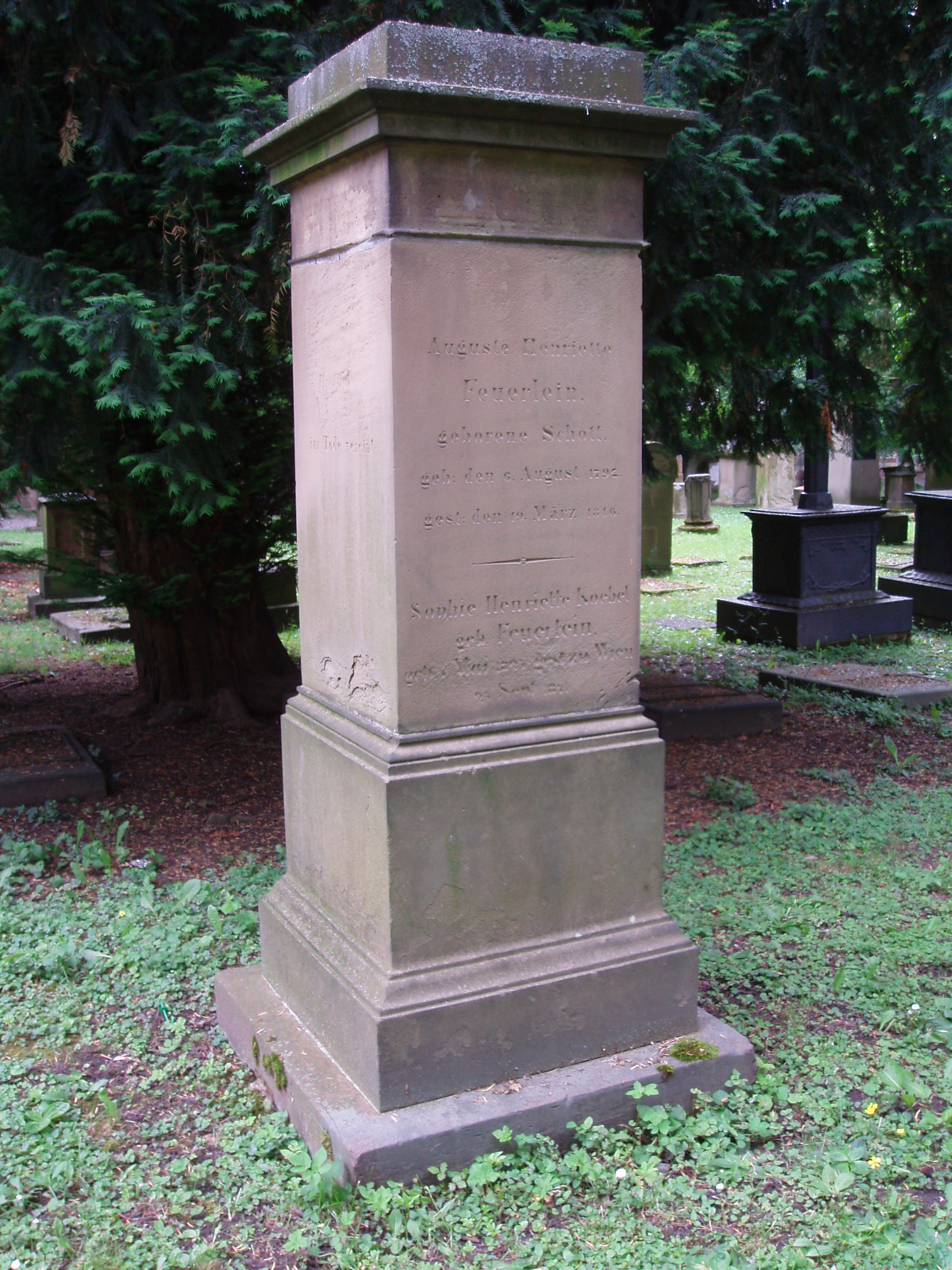
Grabmal der Familie Feuerlein, ehemals Zierde ihrer Familiengrabstätte auf dem Hoppenlaufriedhof. Dieser älteste Friedhof Stuttgarts war 1626 angelegt worden. Eine letzte Urnenbestattung auf dem Hoppenlaufriedhof fand 1951 statt. Anlässlich der Bundesgartenschau 1961 wurde der aufgelassene Friedhof in eine Parkanlage umgewandelt. Viele alte Grabmale befinden sich heute, neu errichtet, nicht mehr an den zugehörigen Begräbnisstellen

Ehregott August Willibald Feuerlein entstammte der alten fränkischen Theologen- und Gelehrtenfamilie Feuerlein und erblickte mit seinem Zwillingsbruder Fürchtegott Willibald Gustav Feuerlein am 24. Juni 1781 das Licht der Welt. Sie waren das neunte und achte Kind, von zwölf Kindern, des württembergischen Regierungsrats Carl Friedrich Feuerlein (* 5. März 1730 in Mömpelgard; † 15. März 1808 in Stuttgart) und seiner Ehefrau Auguste Elisabeth Franziska Johanna Feuerlein geb. Fischer (* 18. Dezember 1747 in Stuttgart; † 11. Februar 1823 in Stuttgart).
Carl Friedrich Feuerlein war Geheimer Kabinettssekretär in Diensten des Herzogs Carl Eugen von Württemberg. Er war Präsident des Wohltätigkeitsvereins, Kanzleiadvokat und Ordensregistrator. Seine Gemahlin Auguste Feuerlein, geb. Fischer, war offiziell eine Tochter des Friedrich Johann Ernst Fischer (1695–1753; Hofkammerrat und 1. Küchenmeisters in Diensten Carl Eugens von Württemberg) und seiner Ehefrau Magdalena Barbara (1718–1786), einer Tochter des württembergischen Hofmusikus und Instrumentenverwalters Sigmund Castenbauer (1677–1736) und dessen Ehefrau Maria Barbara geborene Scheiner (1683–1757).
Es wird jedoch vermutet, dass Willibald Feuerleins Mutter wie deren älterer Bruder Reinhard Fischer natürliche Kinder Herzog Carl Eugens mit seiner Geliebten Magdalena Barbara Fischer waren. Allerdings ist bisher kein zeitgenössischer Beleg für die Vaterschaft Herzog Carl Eugens für Reinhard oder Auguste Fischer bekannt. Willibald Feuerleins Onkel Reinhard Fischer erbaute als Hofbaumeister das Schloss Hohenheim. Als Architekt und Baumeister verwirklichte Reinhard Fischer zahlreiche weitere Schloss- und Gartenanlagen im Auftrag des Herzogs Carl Eugen von Württemberg.

## Familie
Willibald Feuerlein war seit dem 10. Februar 1810 mit Auguste Henriette Feuerlein geb. Schott (1792–1846) verheiratet. Das Paar hatte vier Söhne und drei Töchter. Der jüngste Sohn Otto (1822–1875) ist der Vater des Physikers Otto Feuerlein und Großvater des Agrarwissenschaftlers Walter Feuerlein. Willibald Feuerleins Nichte Emilie Auguste Vischer (1799–1881) wurde die Ehefrau von Ludwig Uhland.
Die Grabanlage von Willibald Feuerlein und seiner Familie befand sich auf dem Hoppenlaufriedhof in Stuttgart. Nachdem der Hoppenlaufriedhof im 20. Jahrhundert aufgelassen worden war, wurde das Grabmal der Familie Willibald Feuerlein und die Grabmale weiterer bekannter Personen, die im Laufe der Jahrhunderte hier bestattet worden waren, auf einer Rasenfläche des nun zu einem Park umgestalteten ehemaligen Friedhofs neu errichtet.

## Werke
- Feuerlein, August Willibald: Versuch einer neuen Theorie der Vermuthungen, Landshut, 1810 - 133 S.

## Ehrungen
- 1836 wurde Feuerlein das Ritterkreuz des Ordens der württembergischen Krone verliehen. Bis 1913 war für württembergische Untertanen mit der Verleihung des Ordens die Erhebung in den persönlichen, nicht vererbbaren Adel verbunden. Die Träger durften zu ihrem bürgerlichen Namen den Zusatz „von“ führen.
- In Stuttgart wurde 1925 die Feuerleinstraße zu Ehren von Oberbürgermeister Willibald Feuerlein benannt[9]